# سرای (هریس)
سرای، یکی از روستاهای استان آذربایجان شرقی است که در دهستان بدوستان غربی بخش خواجه شهرستان هریس واقع شده است.

## گردشگری

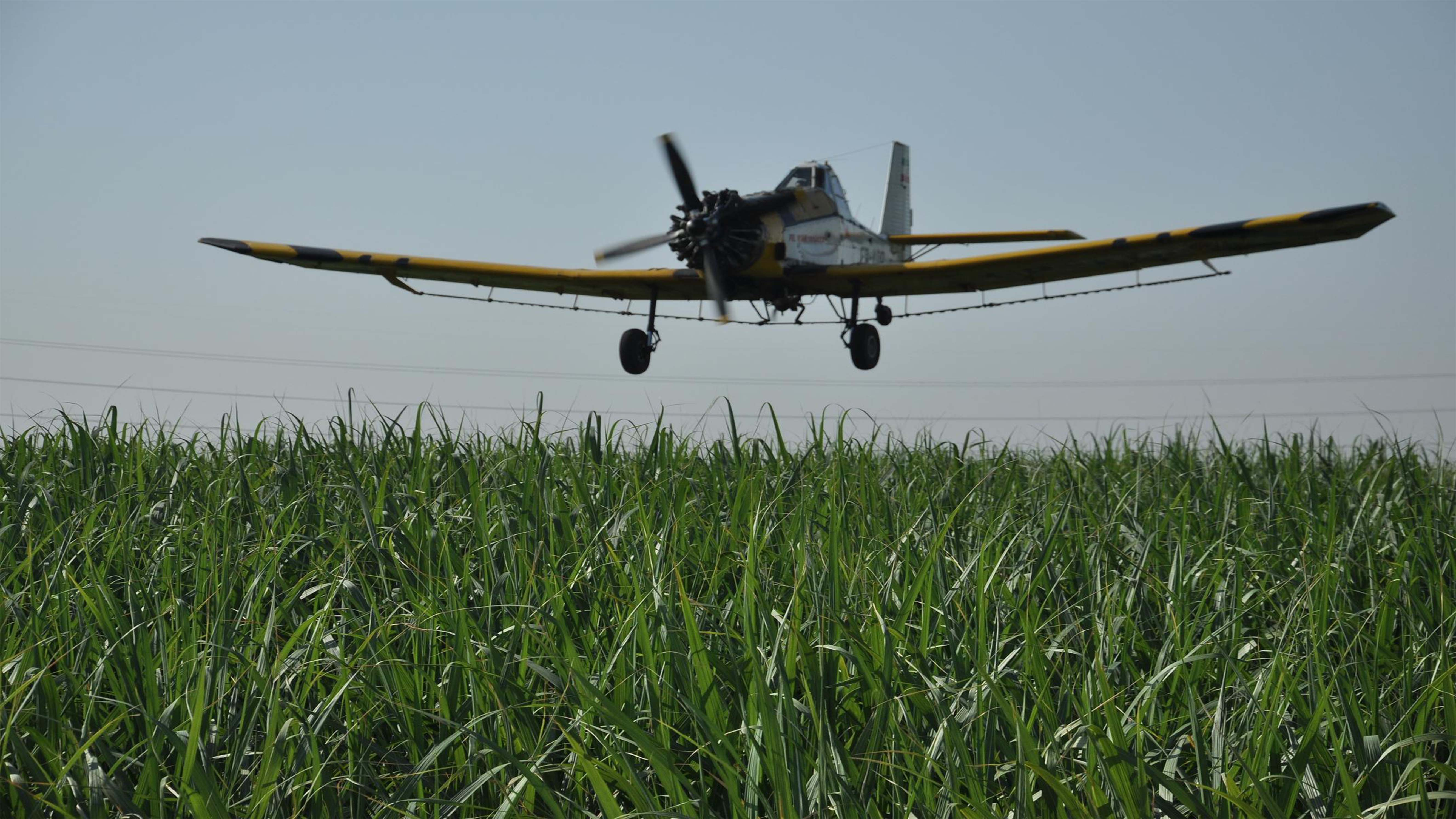
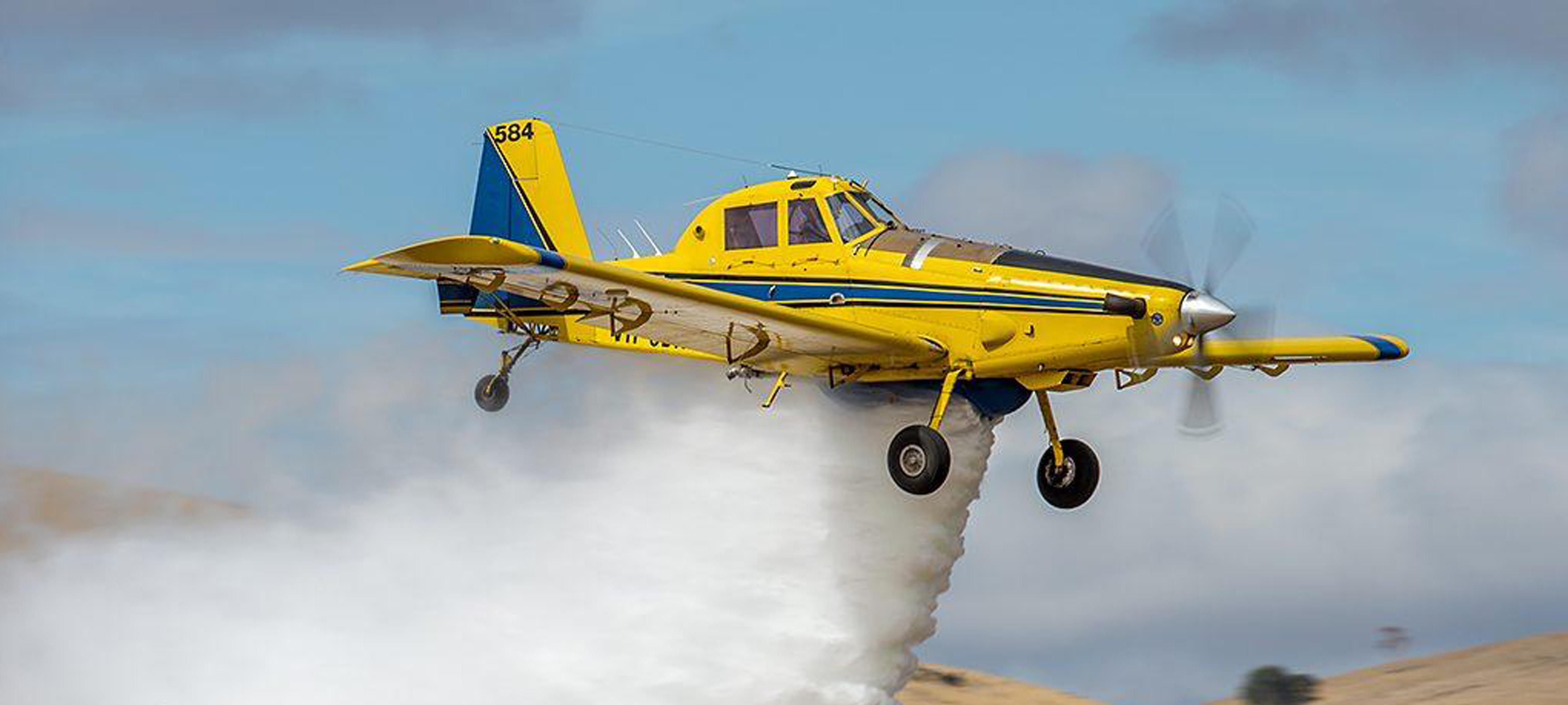
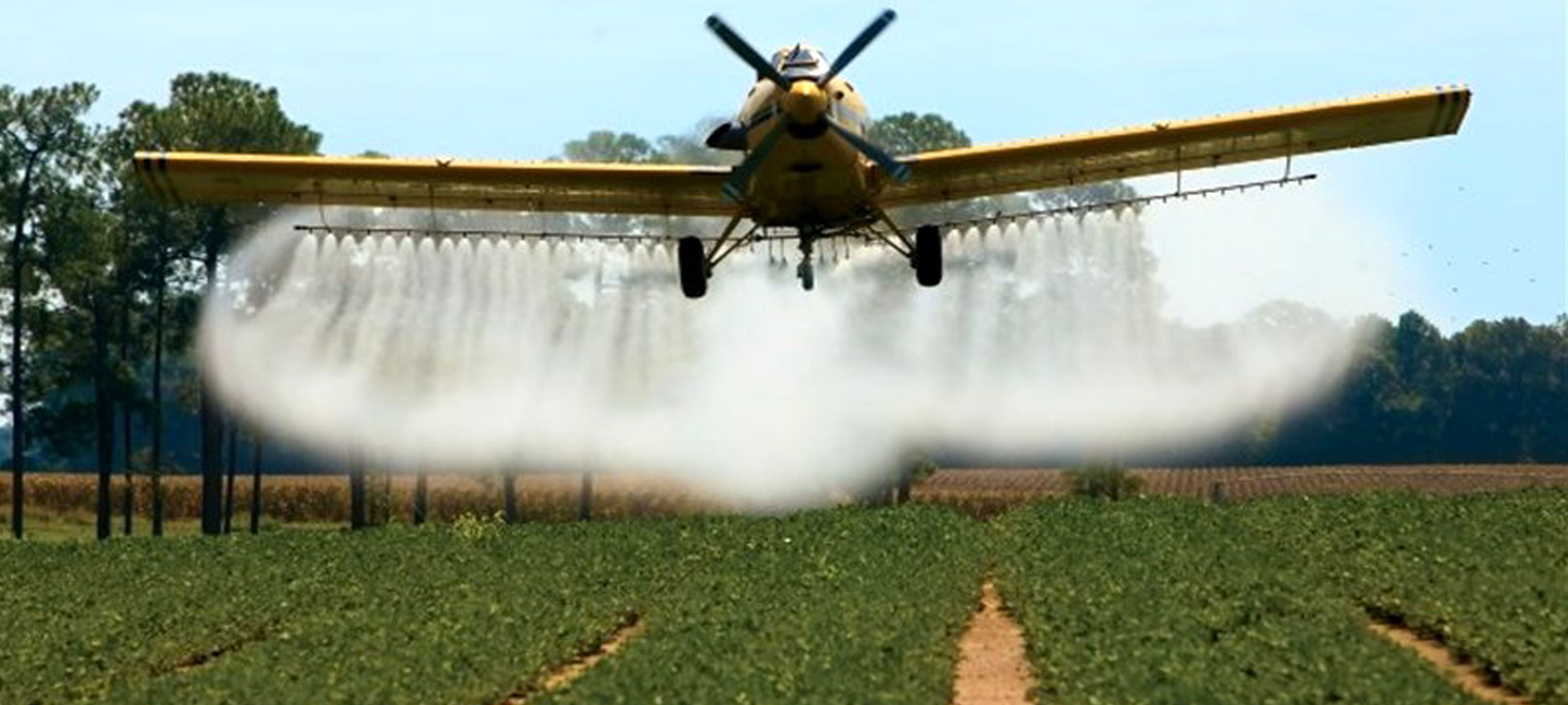

حمام تاریخی سرای: این حمام تاریخی مربوط به دوره پهلوی است و ۲۵ متر طول، ۱۲ متر عرض و ۵ متر ارتفاع دارد. این حمام به دلیل نیاز روستاییان به حمام عمومی ساخته شده بود و به نام روستایی که در آن واقع شده، نامگذاری شده است. حمام دارای ورودی، بینه و گنبد آجری، میاندر، گرم خانه و خزینه جداگانه برای آب سرد و گرم است و مجموعه کاملی را تشکیل می‌دهد. وضعیت فعلی حمام که پیشتر به عنوان حمام عمومی مورد استفاده قرار می‌گرفت، با گذشت زمان و به دلیل رطوبت بالا، ریزش برف و باران، عدم توجه مردم در حفظ و نگهداری، دچار آسیب و تخریب شده بود که با انجام عملیات مرمت و بازسازی آن این مکان متروکه به مکانی با کاربری فرهنگی تبدیل شده است. و در تاریخ ۷ خرداد ۱۳۸۷ با شمارهٔ ثبت ۲۲۸۵۳ به‌عنوان یکی از آثار ملی ایران به ثبت رسیده است.
فرودگاه خاکی: یکی از جاذبه‌های توریستی روستای سرای پرواز هواپیماهای زرد و قرمز سمپاشی، درامادر ام ۱۸ می‌باشد که بصورت فصلی برای سمپاشی آفات منطقه وارد این فرودگاه خاکی کنار جاده ای می‌شوند و در طول اقامت خود نظر رهگذران را به خود جلب می‌کنند.

## مشاهیر
در این بخش با توجه به اطلاعات مختصر از برخی مشاهیر به معرفی چند نمونه از مشاهیر نامی روستای سرای می‌پردازیم:
- میرزا احمد سرایی : وی در سال ۱۲۹۰هجری شمسی (۱۳۲۹هجری قمری) در روستای سرای تبریز در خانواده ای متدین به دنیا آمد و مقدمات علوم را از ۱۴ سالگی از علمای تبریز فرا گرفت. سپس به قم رفت و در حلقه درس شهاب الدین مرعشی نجفی و جواد آقا ملکی تبریزی ، به تقویت بنیه علمی خویش همت گماشت. احمد سرایی از آن پس راهی نجف گردید و از محضر عالمان همچون عبدالهادی شیرازی، محسن حکیم، محمود شاهرودی و باقر زنجانی بهره‌ها برد تا به مدارج عالیه علمی و اجتهاد دست یافت. سپس این فقیه به وطن بازگشت و به تدریس و ترویج دین و تبلیغ احکام پرداخت. احمد سرایی نزدیک به سی بار در زمان طاغوت به حج مشرف گشته و تدریس احکام و مناسک و اعمال حج به حاجیان یکی از تکالیف شرعی وی بود. ایشان از محدود علمایی هستند که در سرزمین‌های مصر فلسطین و اردن که اکثراً جامعه ای سلفی مذهب دارند در مساجد شیعی به منبر رفته‌اند. و جلساتی با بزرگان و مفتی‌ها و اساتید مدارس علمی الازهر مصر و مولوی‌های فلسطینی در حقانیت تشیع به بحث پرداخته‌اند، سرانجام این عالم در ۱۳۶۰/۰۴/۰۹ ه‍.ش برابر با ۲۷ محرم سال ۱۴۰۲ه‍.ق در هفتاد سالگی درگذشت.
- ولی‌الله احمدیزاد سرای: ولی‌الله احمدیزاد زادهٔ ۱۳۳۶ در تبریز در خانواده ای متدین و مقید به آرمان‌های نظام جمهوری اسلامی چشم به جهان گشود و بعد از کسب مدارج علمی در رشته مهندسی عمران پای در حوزه سیاست گذاشت و نمایندهٔ حوزهٔ انتخابیهٔ اهر و هریس در دورهٔ پنجم مجلس شورای اسلامی شد. وی پیش‌تر در دورهٔ چهارم نیز عضو این مجلس بود.
- اسحق سرایی: فروتن سرایی با تدریس و تدرس در حوزه‌های علمیه استان در کنار بزرگانی همچون شهدای محراب همچون قاضی طباطبایی و مدنی و علمای استان، ضمن تربیت طلاب، یکی از مؤثرین چهره‌های سیاسی و علمی و فرهنگی استان به‌شمار می‌آمد. که به چند مورد از مسئولیت‌هایشان در دوران زندگیشان اشاره کردیم وی پس از سال‌ها تلاش و جدیت در روز ۱۳۹۶/۶/۶ درگذشت.
- مجید چراغی سرای: وی یکی از چهره‌های علمی و نخبه استان می‌باشد مجید چراغی در ۲۶ فروردین ۱۳۵۹هجری شمسی (۱۴۰۰هجری قمری) در تبریز در خانواده ای متدین به دنیا آمد. وی در ۳ سالگی در عملیات خیبر مفتخر به فرزند جانبازی گردید. وی بعد از فراغت از تحصیل در مقطع کارشناسی به تحقیق و پژوهش روی آورد و از سال ۱۳۸۶ موفق به ثبت یازده اختراع در زمینه‌های مختلف و همچنین ارایه چندین مقاله علمی به کنفرانس‌های علمی جهان از جمله آمریکا و آلمان و چند کشور اروپایی و آسیایی دیگر شد. ایشال در سال ۱۳۸۷ توسط علی لاریجانی رئیس مجلس وقت مجلس شورای اسلامی و واعظ زاده معاون علمی فناوری وقت رئیس‌جمهور محمود احمدی‌نژاد و همچنین حسین دهقان معاون رئیس‌جمهور و رئیس بنیاد شهید و امور ایثارگران مورد تجلیل و قدر دانی قرار گرفت.
- رضا چراغی: رضا قلی چراغی شاعر و نویسنده منظومه ای سرای (به ضمیمه شجره‌نامه و خاطراتی از جبهه و جنگ) یکی دیگر از فعالان حوزه ادبی روستای سرای می‌باشد که خود نیز از جانبازان هشت سال دفاع مقدس می‌باشند.